# Aphonopelma sullivani
Aphonopelma sullivani är en spindelart som beskrevs av Smith 1995. Aphonopelma sullivani ingår i släktet Aphonopelma och familjen fågelspindlar. Inga underarter finns listade i Catalogue of Life.